# こころあ病院
こころあ病院（こころあびょういん）は、医療法人永和会が大阪府貝塚市森に設置する精神科病院である。
救急告示病院に指定されている。

## 診療科
- 精神科[2]
- 心療内科[2]
- 精神科訪問看護[3] - 看護師や精神保健福祉士が患者宅を訪問し、相談、生活援助の提供を行う。

## 医療機関の認定
（この節の出典）
| 保険医療機関                         | 生活保護法指定病院(中国残留邦人等の円滑な帰国の促進並びに永住帰国した中国残留邦人等及び特定配偶者の自立の支援に関する法律(平成6年法律第30号)に基づく指定医療機関を含む。) |
| 臨床研修病院                         | 結核指定病院 |
| 原子爆弾被害者一般疾病医療取扱病院   | 精神保健指定医の配置されている医療機関 |
| 指定自立支援医療機関（精神通院医療） | 精神保健及び精神障害者福祉に関する法律(昭和25年法律第123号)に基づく指定病院又は応急入院指定病院                                                                           |

## 交通アクセス
- 水間鉄道水間線「森駅」より徒歩約5分[4]

## 周辺
- 貝塚森郵便局
- 東山ふれあい公園